# Diaphorus latifacies
Diaphorus latifacies är en tvåvingeart som beskrevs av Van Duzee 1932. Diaphorus latifacies ingår i släktet Diaphorus och familjen styltflugor.
Artens utbredningsområde är Oklahoma. Inga underarter finns listade i Catalogue of Life.